# 高橋亦助
高橋 亦助（たかはし またすけ）は明治大正期の高炉技師。西洋式の製鉄所として我が国で初めての継続的な成功例となった釜石鉱山田中製鉄所の創立時に功があり、生涯を懸けてこれを長く支えた。

## 生涯
陸奥国（岩手県）釜石村東前、上の沢の旧家で肝煎を務めた父・岩間宇右衛門と母・トメ（高橋は母の旧姓）の三男として生まれる。5歳の時に父と死別し、その翌年より当時生家の近くにあった石応禅寺の学僕となったが、2年で寺を飛び出して遠野の商家や釜石の漁師の手伝いなどをしていた。
1875年（明治8年）亦助22歳の時に工部省鉱山局釜石出張所の求人に応募し採用される。5年越しの建設工事が終わり、1880年（明治13年）より日本で最初の官営製鉄所が操業開始。亦助は外国人技師らの下で高炉操業の技法を体得していくが、製炭所の火事などもあって木炭供給が足りず97日間の稼動後に停止となった。木炭供給の問題を解決した1882年（明治15年）3月に操業を再開するも、徐々に砿滓が出銑口を塞ぐ事態となって再開後196日で再び停止。同年12月に廃山が決定した。
また同年7月頃から釜石を中心にコレラが大流行し、村では502名が罹患し204名が死亡。翌1883年（明治16年）4月には大火も発生し、小学校に警察署、石応禅寺を含む600戸余りが焼けるなど散々な有様だった。
その後、残った設備などは次々と払い下げられていくものの、国が大きな予算と外国人技術者を投入しても成功し得なかった製鉄事業そのものに関しては手を挙げる者はなかなか現れなかった。そんな中で東京の田中長兵衛がついに再建を目指すこととなり、1884年（明治17年）末に娘婿の横山久太郎を釜石に派遣。かねてから製鉄事業への熱い志を持っていた横山は不退転の決意で釜石へとやって来た。
官営製鉄所廃止後は平田の戸長や役場書記、沢田回漕店・喜助屋の番頭として働いていた亦助だが、官営操業時の経験を横山に買われ、高炉操業主任として共に挑戦することとなる。
とはいえその為に用意された資金は潤沢とは言えず、2基の小型高炉を造って1885年（明治18年）から挑戦を始めたが失敗の連続。炉内で凝固し銑鉄として出てこない。設備・装置を改良しては悪戦苦闘を続けるものの成功の糸口は見えなかった。やがて資金は枯渇し職工への賃金支払いにも困る状況となる。そして1886年（明治19年）7月、主人である田中長兵衛から東京の田中本店に来るよう横山に呼び出しの電報が届いた。
罷免を覚悟した横山は後事を亦助に託して東京へ出頭し、亦助はわずかな残金で職工を鼓舞し泊まり込みで挑戦を続けたがやはり結果は変わらなかった。ついに資金が底をついた亦助は職工を集め、涙ながらに全員解雇を申し渡した。その晩亦助は、これまで不良として捨てられていた鉱石を使ってみるべしという不思議な夢を見る。さらに翌朝、解雇したはずの職工たちが来て、賃金は要らないのでもう一度挑戦させてほしい。そしてぜひこれまで不良とされていた鉱石の方を使ってみてほしいと言う。その不思議な一致に何かを感じ、その通りにしてみたところ、通算49回目の挑戦にしてついに見事な出銑となった。それが1886年（明治19年）10月16日、この日は後に釜石製鉄所の創業記念日とされた。

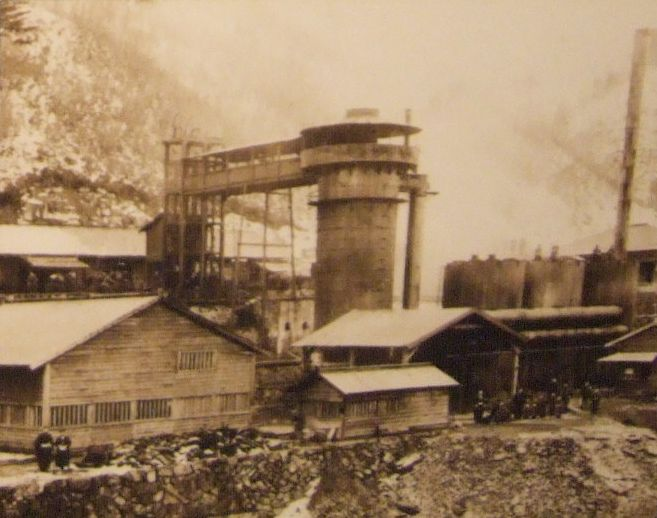
第7高炉を有する栗橋分工場。1894年（明治27年）から1921年（大正10年）まで27年間稼動した。

政府より正式な払い下げの許可を得た田中長兵衛は翌1887年（明治20年）7月に釜石鉱山田中製鉄所を設立。日本で唯一の近代的設備を持つ製鉄事業者となる。横山久太郎がその所長に任命され、同年7月には甲子村大橋に第3高炉を、1889年には鈴子に第4高炉を新設した。1894年（明治27年）には日本初のコークス銑産出にも成功。亦助は高炉主任の傍ら事務長職を兼任し、通算30年超という長きにわたって横山を支え続けた。
1917年（大正6年）4月には組織が株式会社化され、亦助は田中鉱山株式会社の監査役に就任。栗橋分工場の工場長も務めたが、翌1918年（大正7年）11月にはこの年世界的に猛威を振るったスペインかぜが釜石でも流行。栗橋分工場も一週間操業停止となり、亦助もこれに罹患し急逝した。66歳没。創業時から長年釜石で苦労を共にしてきた所長の横山久太郎はその死を大変嘆いたという。会社は社葬をもって亦助の長年の勤労に報い、その遺骨は石応禅寺に埋葬された。戒名は円祐院殿寿山鉄隆居士。
釜石湾と市街を一望できる高台にある桜の名所・薬師公園には、高橋亦助の功績を称えて高さ5ｍの高炉を模した彰徳碑が建っている。

## 人物評
亦助は温厚かつ寛容で、怒った顔を見たことがないと言われた。部下に対してもけして呼び捨てにすることなく、名前の下には必ず「衆」を付け、村井衆、森本衆というように呼んだ。服装は質素。外出時には毛脛巾（けはばき）を着用するのが常で、時計は持っておらず、出張の際には部下から借りていったという。